# Christian Klausing

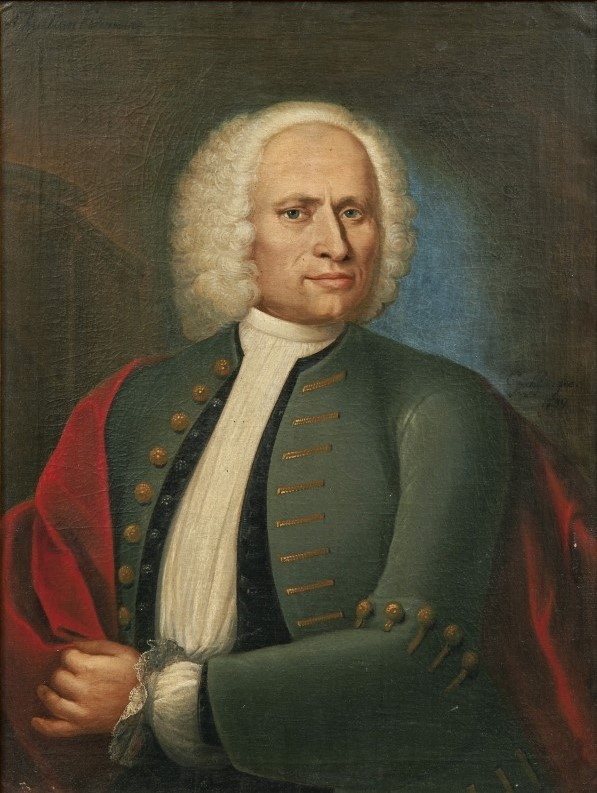
Friedrich Wilhelm Güte (zugeschrieben): Bildnis des Orgelbauers Christian Klausing (1739)

Christian Klausing (getauft 6. Januar 1687 in Herford; † 12. Dezember 1764 in Hamburg) war ein deutscher Orgelbauer.

## Leben
Er gehörte zu einer bedeutenden Herforder Orgelbauerfamilie. Der Vater Hinrich Klausing (1642/43–1720) kam ursprünglich aus Rheda, siedelte sich aber in Herford an. Von seinen fünf Söhnen wurde Johann Berenhard Klausing ebenfalls Orgelbauer. Christian trat ab 1710 als Orgelbauer in Erscheinung und führte mit seinem Bruder den väterlichen Betrieb fort. Ab 1720 bis 1755 baute er auch selbstständig Orgeln. Schwerpunkt seiner Tätigkeit lag im Mittelweserbereich, er schuf aber auch ein Werk in Ostfriesland. Am 1. November 1714 heiratete er Christina Ilsaben Schlüter, die ihm acht Kinder schenkte. Die letzten zwei Lebensjahre verbrachte Christian Klausing in Hamburg.

## Werkliste (Auswahl)
In der fünften Spalte der Tabelle bezeichnet die römische Zahl die Anzahl der Manuale, ein großes „P“ ein selbstständiges Pedal, ein kleines „p“ ein nur angehängtes Pedal und die arabische Zahl in der sechsten Spalte die Anzahl der klingenden Register.
| Jahr      | Ort              | Kirche                         | Bild | Manuale | Register | Anmerkungen                                                                 |
| --------- | ---------------- | ------------------------------ | ---- | ------- | -------- | --------------------------------------------------------------------------- |
| 1716      | Wüsten           | Evangelische Kirche Wüsten     |      | I/p     |          | oder Johann Berenhard Klausing; Neubau                                      |
| 1717      | Wiedensahl       | St. Nikolaus                   |      | I/p     |          | zusammen mit Johann Berenhard Klausing; heute II/P/20; nur Gehäuse erhalten |
| Um 1720   | Zwillbrock       | St. Franziskus                 |      | II/p    | 18       | oder Johann Berenhard Klausing                                              |
| 1722?     | Rhynern          | St. Regina                     |      | II/p    | 18       | oder Johann Berenhard Klausing; ursprünglich für Soest/Dominikanerkirche    |
| 1722      | Hiddenhausen     | Ev. Kirche                     |      | I/p     |          | wahrscheinlich von Gebrüder Klausing; Gehäuse erhalten (heute II/P/16)      |
| 1725      | Nieheim          | St. Nikolaus                   |      | I/p     | 12       | Neubau                                                                      |
| 1728      | Elsen            |                                |      | I/p     | 6        | Neubau                                                                      |
| 1730?     | Himmelpforten    |                                |      | II/p    | 20       | oder Johann Berenhard Klausing; Neubau                                      |
| 1733–1734 | Bad Meinberg     | Evangelische Kirche            |      |         |          | Umbau                                                                       |
| 1735–1737 | Warburg          | Dominikanerkirche              |      | II/p    | 16       | Oder Johann Berenhard Klausing; Neubau                                      |
| 1737      | Westochtersum    | St. Materniani-Kirche          |      | I/p     | 9        | Klausings einziges Werk in Ostfriesland; weitgehend erhalten                |
| 1745–1747 | Kleinenbremen    | Evangelische Kirche            |      | II/p    | 14       | oder Johann Berenhard Klausing; Neubau                                      |
| 1748      | Varenholz        | Schloss Varenholz, Ref. Kirche |      | I/p     | 9        | oder Johann Berenhard Klausing; Neubau                                      |
| 1752      | Langenholzhausen | Ev.-ref. Kirche                |      | I/p     | 10       | oder Johann Berenhard Klausing; Neubau                                      |